# Albán filmművészet

## A kezdetek
Az első albán mozgófilmek a macedóniai Manastirban élő fivérek, Janaq és Milto Manaki nevéhez fűződnek. 1905-től kamerájukkal rövidfilmekben örökítették meg a vidék mindennapjait, valamint 1908-ban a latin betűs albán ábécét véglegesítő manasztiri kongresszus munkáját is. Filmfelvétel maradt fenn olyan történelmi pillanatokról is, mint az ország függetlenségének 1912-es kikiáltása.
Az 1910-es évek elején készült, többnyire amatőr dokumentarista rövidfilmeket először Shkodrában és Korçában mutatták be a közönségnek. Az első mozgófilmszínházak az 1920-as években nyíltak meg a nagyobb városokban, Vlorában, Korçában, Tiranában, Shkodrában és Beratban. Az első időkben ezekben jobbára külföldi filmhíradókat, kisebb részben rövid játékfilmeket, majd amerikai, olasz és francia filmeket vetítettek le.

## A szocialista realista filmművészet

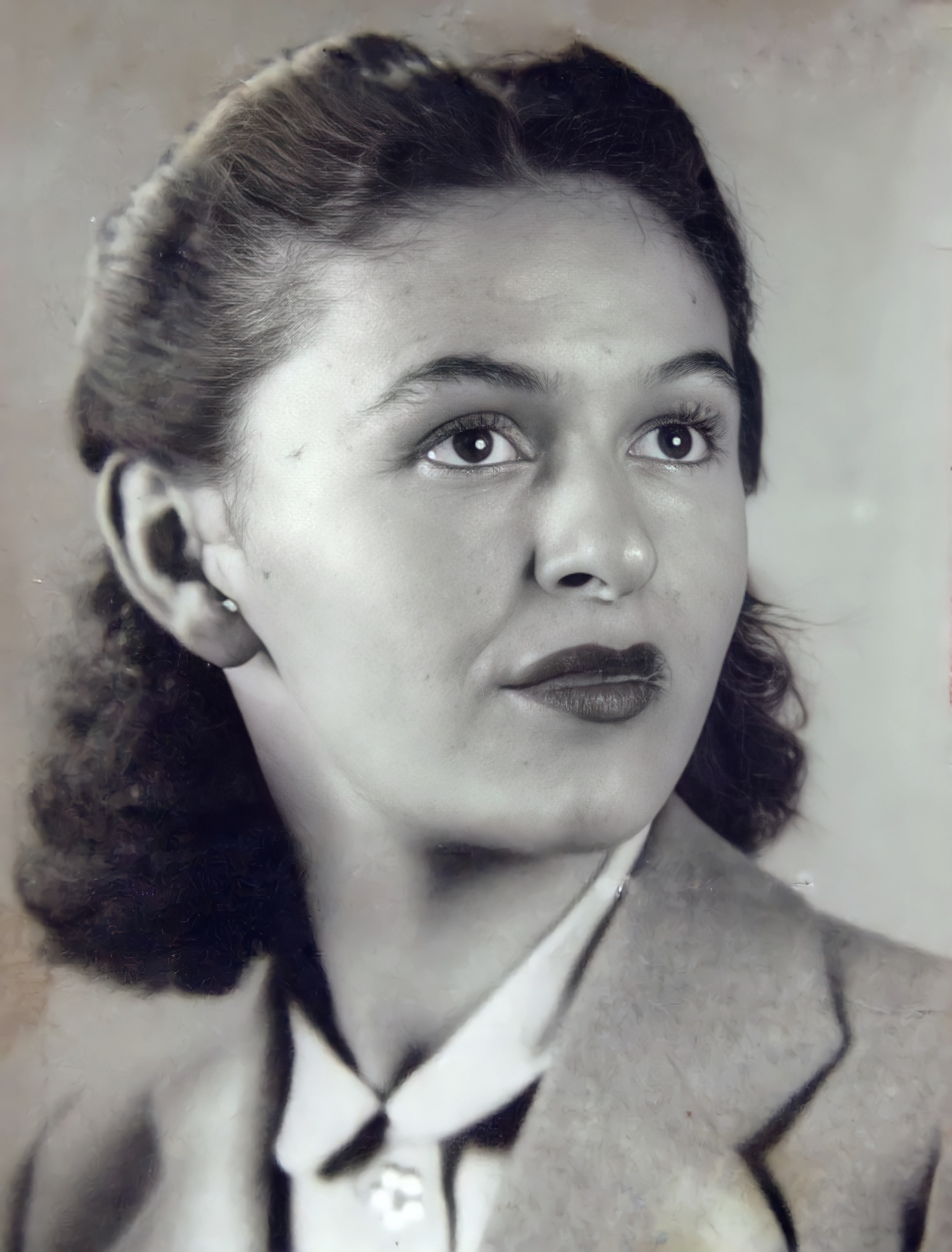
Merita Sokolit tartják az albán mozi első női színészének

Noha már az olasz megszállás idején, 1941-ben megnyílt az első albán filmstúdió Tomorri Film név alatt, csupán két dokumentum-rövidfilmet bocsátott ki 1943-ig. A második világháborút követően, 1945. december 24-én megalapították az Albán Filmügynökséget (Agjencia Shqiptare e Filmave), amely 1947-ben az Albán Állami Filmvállalat (Ndërmarrje Shtetërore Kinematografike Shqiptare) nevet vette fel. Ezek feladata a rendszert szolgáló filmhíradók futószalagon való gyártása volt, az albán játékfilmkészítés ekkor még nem indult meg. A magánkézben lévő filmszínházakat államosították, újakat nyitottak meg és a filmhíradók mellett külföldi – főleg olasz és francia – filmeket vetítettek a közönségnek.
1952-ben nyílt meg a filmvállalaton belül a kifejezetten játékfilmgyártásra szakosodott Új Albánia Filmstúdió (Kinostudio „Shqipëria e Re”). Ennek irányításával készültek az első művészfilmek, köztük az 1954-es cannes-i filmfesztiválon díjat nyert, albán–szovjet koprodukcióban készült 90 perces filmeposz, a Szkander bég (Skënderbeu). A Mihail Papava forgatókönyvéből készült, Szergej Jutkevics rendezte film stábját szovjet filmszakemberek alkották, és csak a szereplők között tűntek fel albán színészek (Besa Imami, Adivie Alibabi), de a címszerepet a grúz Akakij Horava játszotta. Az 1960-as évekigig évente egy egész estés játékfilm készült el a filmstúdióban, azonban már kizárólag albán stáblistával: Fëmijët e saj (’A nő gyermekei’, filmdráma, 1957, rendezte H. Hakani, főszerepben M. Logoreci), Tana (’Tana’, filmdráma, 1958, rendezte K. Dhamo, főszerepben T. Kurti) stb. A filmek tematikája a szocialista realizmushoz híven vagy az olasz és német megszállók elleni második világháborús harcot ábrázolta, vagy a felszabadulás utáni Albániát idealizálta. A korszak további jelentős rendezői: Dhimitër Anagnosti, Viktor Gjika, Gëzim Erebara, Piro Milkani.
Az 1960-as évekig a filmrendezők és filmkészítők a keleti blokk országaiban, főként Prágában és Moszkvában szerezték meg szakmai tudásukat. Később az Új Albánia Filmstúdió maga képezte ki a szakembereket.

## A művészi filmgyártás megjelenése
Az 1970-es években, miután Albánia közel állt ahhoz, hogy elszigetelje magát a külvilágtól, a filmimport is visszaesett, így a filmgyártáson kellett lendíteni. Az évtizedben öt-hat, az 1980-as években pedig akár már tizennégy játékfilm is elkészült egy évben. A műfaji választék is kiszélesedett: elkészült az első vígjáték (Kapedani, 1972, rend. M. Fejzo és F. Hoshafi), gyerek- és ifjúsági film (Beni ecën vetë, ’Beni önálló lesz’, 1975, rend. Xh. Keko), ezen túlmenően zenés filmeket és kalandfilmeket is forgattak. Ekkor lépett színre az 1990-es évek elejéig aktív rendezőnemzedék derékhada: Saimir Kumbaro, Ibrahim Muçaj, Kristaq Mitro. Az első albán rajzfilm, a hétperces Zana dhe Miri (’Zana és Miri’) 1975-ben készült el, Vlash Droboniku rendezésében; az 1980-as évekre évente mintegy tizenöt animációs film hagyta el a stúdiókat. 1978-ban sugározta az Albán Televízió első saját készítésű tévéfilmjét (Udha e shkronjave, ’A betűk útja’, rend. V. Prifti).
1976-ban rendezték meg első ízben a Nemzeti Filmfesztivált (Festivale Kombëtare të Filmit). Eleinte kétévente került sor az eseményre, az 1980-as évektől azonban rotációs rendszerben: évente felváltva művész-, illetve dokumentumfilmek seregszemléjét rendezték meg a filmfesztivál keretein belül.
Az 1980-as évekre az albán filmrendezők egyre érzékenyebb figyelemmel fordultak koruk és a második világháború előtti időszak eseményei, alakjai felé (Ballë par ballë, ’Egymással szemben’, 1979, rend. K. Çashku és P. Milkani; Agimet e stinës së madhe, ’Nagy idők hajnala’, 1981, rend. A. Minga; Dora e ngrohtë, ’Meleg kezek’, 1983, rend. K. Çashku; Kohë e largët, ’Régi korok’, 1983, rend. S. Pecani; Tela për violinë, ’Hegedűhúr’, 1987, rend. B. Kapexhiu). A társadalmi-történelmi filmdrámák mellett évente húsz-negyven dokumentumfilmet forgattak.
A kommunista filmipar állami kézben összpontosult: az 1990-ig elkészült mintegy kétszáz film (ebből nyolcvan irodalmi adaptáció) az Új Albánia Filmstúdióban és az Albán Televízióban készült. Ezekben az intézményekben foglalkoztatták az ország összes filmrendezőjét, forgatókönyvíróját, filmzeneszerzőjét és filmszínészét. Ugyancsak állami kézben voltak a filmszínházak és vetítőtermek, amelyek száma az 1980-as végére elérte a 450-et.

## Kortárs filmművészet
A demokratikus rendszerváltást követően, az 1990-es években az egykori filmgyár mellett több kisebb filmstúdió nyílt, és a filmek jó része magánvállalkozás keretében jött létre. A filmgyártó cégek munkáját a Nemzeti Filmközpont (Qendër Kombëtare e Kinematografisë, QKK) fogja össze. Ezzel párhuzamosan a korábbi állami filmgyár raktárából kiszervezték és 1997-ben megalapították az Állami Filmarchívumot (Arkivi Shtetëror i Filmit).
Az 1990-es évektől a Nemzeti Filmfesztivált évente megrendezik, immár műfaji megkötések nélkül. Egy-egy alkalommal mintegy tíz játékfilmet, harminc dokumentumfilmet és tizenöt rajzfilmet versenyeztetnek a seregszemlén. A filmek közé nemcsak albániai, de koszovói, macedóniai és montenegrói albán művészek filmjeit is beválogatják. Ötévente rendezői és színművészi életműdíjat is kiosztanak, napjainkig ebben a kitüntetésben Dhimitër Anagnosti (1995), Kristaq Dhamo (2000) rendezők és Kadri Roshi (1995), Sulejman Pitarka (2000) színészek részesültek. 2003-tól évente megrendezik az első albán nemzetközi filmseregszemlét, a Tiranai Nemzetközi Filmfesztivált (Tirana International Film Festival, TIFF). Ugyancsak a közelmúltban léptek színre a jól képzett, professzionális albán filmkritikusok, az 1980-as években megindult szaklap, a Skena dhe Ekrani (’Színpad és Filmvászon’) mellett újabb filmszakmai lapok indultak.
A közelmúlt művészfilmjeinek döntő része a politikai nyomás alól felszabadult légkörben a politikai-gazdasági átmenet társadalmi problémáit veszi górcső alá, illetve a letűnt Hoxha-korszak visszásságait és borzalmait keltik életre a filmvásznon. Minthogy azonban az állam kivonult a filmkészítés mögül és a finanszírozás jelentékenyen megnehezedett, mind kevesebb mozgókép készül az országban. Az elmúlt időszakban a nagyközönség érdeklődése is elfordult a kortárs albán filmektől, és inkább a számtalan magántelevíziókban sugárzott régi albán filmeket választják. A filmszínházak hálózata a gazdasági nehézségek szorításában összeomlott, s a Tiranában felépült Kinema Millenium multiplex főleg amerikai westernfilmekkel és hollywoodi kasszasikerekkel képes csak látogatókat vonzani. Az elmúlt időszakban mindössze két francia–albán koprodukciós film ért el átütő sikert a hazai (és részben a nemzetközi) piacon: a Tirana year zero/Tirana viti zero (’Tirana, nulladik esztendő’, 2001, rend. F. Koçi, fősz. N. Meçaj, E. Teli), valamint a 2005-ben a Duna Televízióban is bemutatott Slloganet (’Jelszavak’, 2001, rend. Gj. Xhuvani, fősz. F. Çela).